# Lãnh thổ động vật

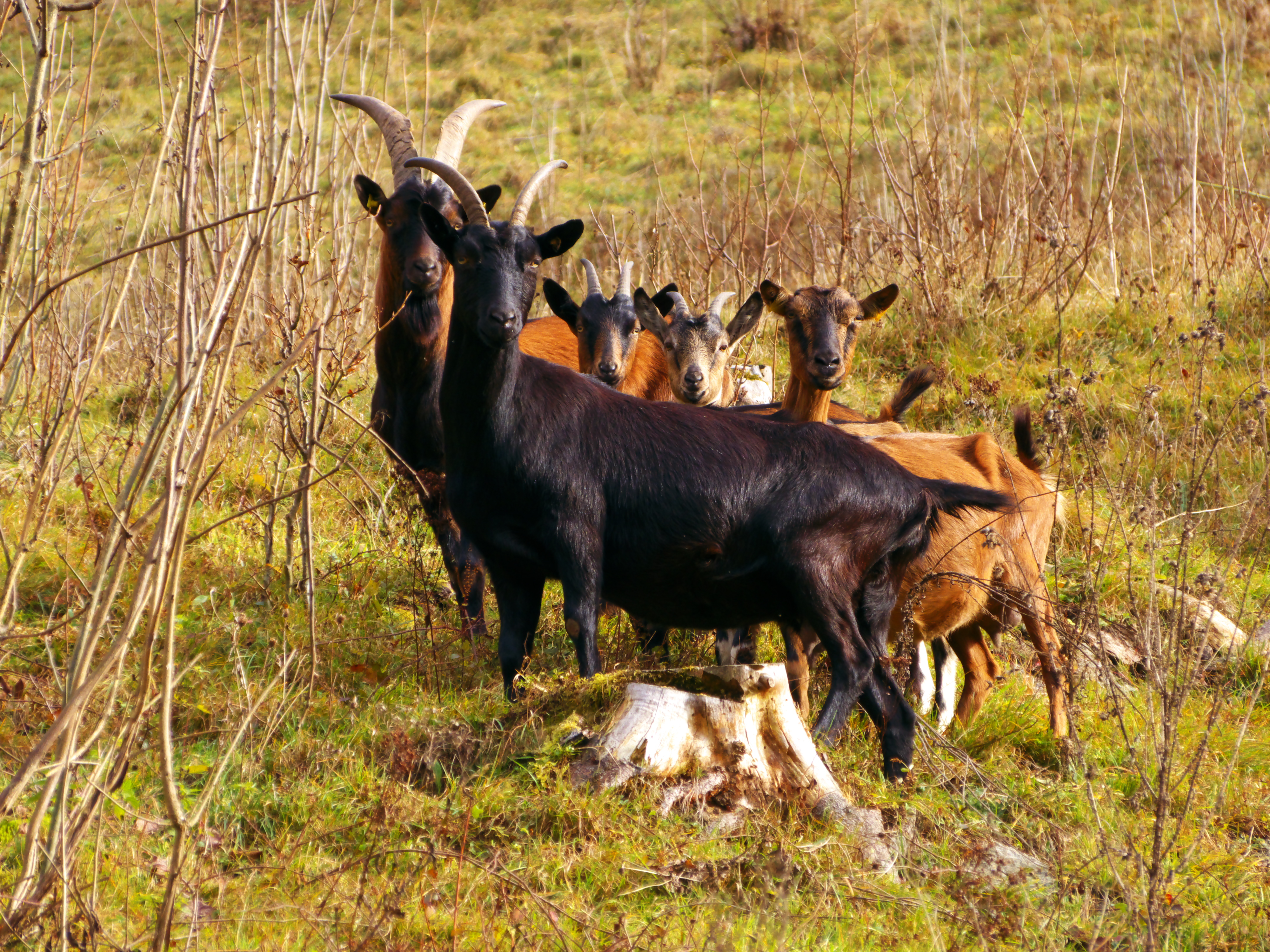
Một con dê đực cùng lãnh thổ và đàn dê cái của nó

Trong tập tính học, lãnh thổ là một khu vực thuộc quyền kiểm soát của một cá thể động vật hoặc một bầy, đàn và được con vật hoặc bầy đàn đó đặc biệt bảo vệ chống lại kẻ xâm nhập một cách quyết liệt. Lãnh thổ động vật là nơi thể hiện tập tính lãnh thổ của động vật và được các con vật tuần tra, bảo vệ thường xuyên. Động vật bảo vệ lãnh thổ theo cách này được gọi là tập tính bảo vệ vùng lãnh thổ. Chúng đánh dấu lãnh thổ có thể bằng mùi hương, hoặc tiếng ồn ào, tiếng gầm, hú để thể hiện sự hiện diện của mình trong lãnh địa của chúng. Trong văn hóa Việt Nam có các thành ngữ chỉ về tính lãnh thổ của các loài vật như "rừng nào cọp nấy", "một núi không chứa hai hổ", "chó cậy nhà, gà cậy vườn".
Phạm vi sinh sống/cư trú (Home range) là khu vực mà động vật sinh sống và di chuyển theo chu kỳ. Nó liên quan đến khái niệm lãnh thổ động vật là khu vực được những con vật tích cực bảo vệ. Khái niệm về phạm vi nhà được W. H. Burt đưa ra vào năm 1943. Ông đã vẽ các bản đồ cho thấy nơi con vật đã được quan sát vào các thời điểm khác nhau. Một khái niệm liên quan là sự phân bố sử dụng để kiểm tra xem con vật có thể ở đâu vào bất kỳ thời điểm nào. Dữ liệu để lập bản đồ phạm vi gia đình từng được thu thập bằng cách quan sát cẩn thận, nhưng ngày nay, con vật được gắn vòng cổ truyền hoặc thiết bị GPS tương tự.

## Đại cương

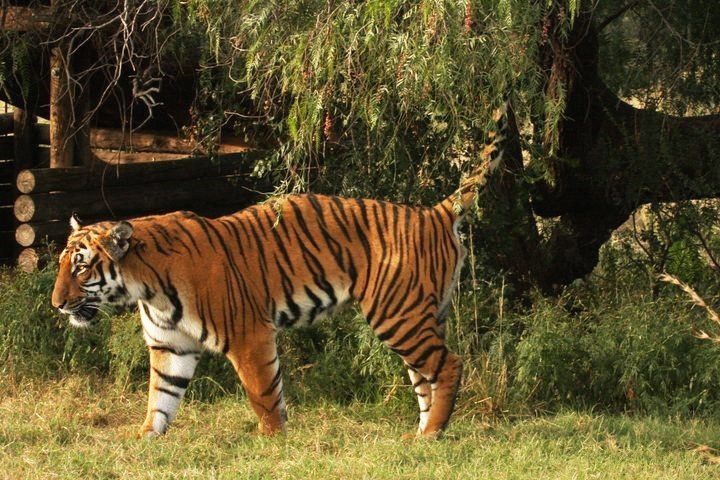
Một con hổ đang đánh dấu lãnh thổ bằng nước tiểu để tỏa ra mùi hương nồng nặc, thứ dung dịch đầy quyền năng này sẽ cảnh báo cho bất cứ kẻ lạ nào dám xâm nhập vào lãnh địa của chúng

Tập tính lãnh thổ chỉ được thể hiện bởi một thiểu số các loài. Thông thường hơn, một cá thể hay một nhóm các loài động vật sẽ có một khu vực mà nó có thói quen sử dụng nhưng không nhất thiết phải bảo vệ, dạng này được gọi là nhà. Những mái nhà của các nhóm khác nhau của động vật thường chồng lấn lên nhau, hoặc trong các khu vực chồng chéo lên nhau, các nhóm sẽ có xu hướng tránh nhau thay vì tìm cách đuổi nhau. Chức năng cuối cùng của loài động vật sinh sống trong một vùng lãnh thổ là tăng cường thể lực cá thể hoặc đi bộ tuần tra. Đối với một số động vật, lý do cho hành vi bảo vệ như vậy là để tiếp cận và bảo vệ nguồn thức ăn, địa điểm làm tổ, khu vực giao phối, hoặc để thu hút bạn tình tạo thành một hậu cung động vât.
Chiếm giữ và bảo vệ vùng lãnh thổ là một biểu hiện tập tính quan trọng ở giới động vật, từ các động vật bậc thấp đến các nhóm động vật bậc cao. Ở nhiều động vật thuộc lớp Thú, chúng dùng các chất tiết từ tuyết thơm, nước tiểu, để đánh dấu và xác định vùng lãnh thổ, chúng chiến đấu với những kẻ xâm phạm lãnh thổ bằng các trận giao tranh quyết liệt để giữ gìn nguồn thức ăn và nơi ở, hoặc canh giữ hậu cung động vật. Vì vậy, ở mỗi vùng lãnh thổ, mỗi đàn đều có một con đầu đàn chỉ huy các trận đấu tranh giành lãnh thổ với kẻ khác, cũng như chống lại các động vật khác định ăn trộm thức ăn của đàn, hay khi bị đe dọa bị ăn thịt. 
Nhiều loài động vật chúng giới hạn lãnh thổ của mình bằng sự đánh dấu khứu giác hay đánh dấu mùi (Scent-marking), cũng bằng cả những giọng luyến, âm thanh vang xa (tín hiệu cảnh báo) ở cách xa như tiếng gầm của sư tử, tiếng rống của hổ, tiếng hú của chó sói, tiếng cười cuồng rợn của linh cẩu. Một số loài thể hiện bằng trạng thái cơ thể ví dụ như đến tuổi trưởng thành, con kỳ đà xanh đực có màu xám tối và xanh ngọc, trong khi con cái có màu xanh ô liu. Khi ở trên núi đá, cơ thể cự đà xanh chuyển màu xám để lẫn với màu đá, tránh sự phát hiện của kẻ thù, nhưng khi có sự hiện diện của loài khác, thì toàn bộ cơ thể chúng chuyển sang màu xanh, để báo hiệu và thiết lập lãnh thổ
Cấm xâm phạm lãnh thổ vừa là tập tính lãnh thổ nhưng vừa là tập tính phòng vệ. Nhiều loài động vật chúng chỉ chọn sống trong một khoảng không gian tối thiểu. Kẻ nào xâm nhập ranh giới này sẽ bị tấn công ngay. Cá lịch chỉ sống quanh quẩn trong hang, từ cửa hang, chúng quan sát, nhưng vì mắt kém nên dễ trở nên hung hăng hơn. Những người thợ lặn sơ ý chạm tay vào cửa hang, cá lịch cắn ngay, vết cắn rất độc, lâu lành. Cá phẫu thuật là động vật ăn rong, thường lui tới vùng nước không sâu lắm, đặc biệt ở vùng san hô, nơi có nhiều loài rong ngắn. Thay vì di chuyển theo đàn, chúng lại rải ra, mỗi con bảo vệ một vườn rong rộng vài mét vuông. Chúng phục kích chớp nhoáng, đuổi kẻ xâm lược. Vũ khí là "dao mổ" ở hai bên cuối đuôi, cái gai màu cam này bình thường gập về phía trước, sẽ dựng đứng lên khi chiến đấu, cá trưởng thành thân dài 40 cm, gai dài 3 cm, sắc như dao, chỉ một cái vẫy đuôi, gai có thể xuyên thủng áo lặn.

## Phân loại

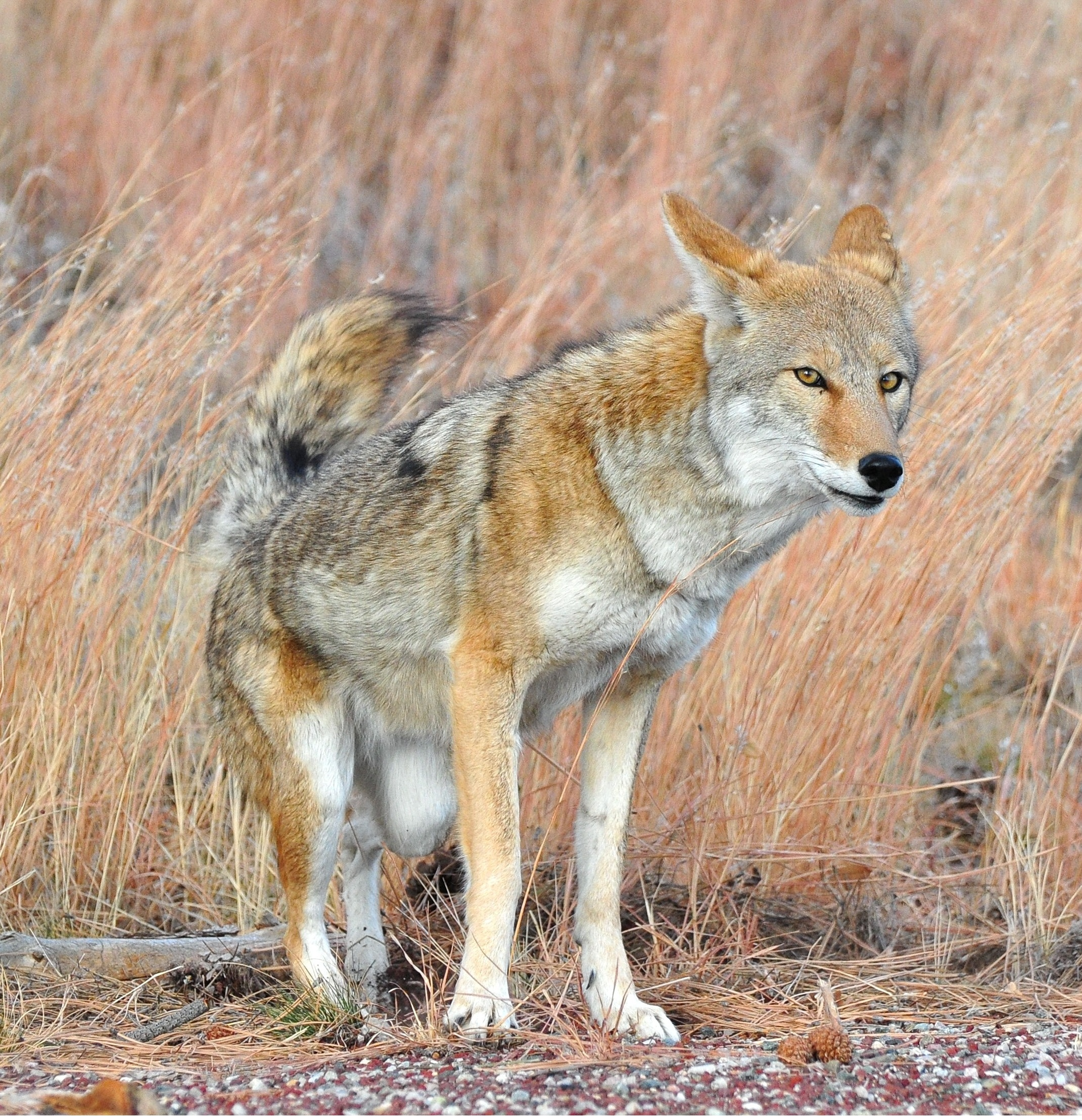
Một con chó sói đang đánh dấu lãnh thổ

Vùng lãnh thổ đã được phân loại là sáu loại.
- Loại A: Một vùng lãnh thổ được thiết lập để dành cho tất cả mục đích tự nhiên, trong đó tất cả các hoạt động của động vật diễn ra trong phạm vi này, ví dụ như là sân khấu cho màn tán tỉnh, nơi để giao phối, làm tổ, đào hang, và kiếm ăn. Thường gặp ở loài chim biết hót.
- Loại B: Một khu vực lãnh thổ để diễn ra việc giao phối và làm tổ trong đó tất cả các hoạt động sinh đẻ diễn ra, nhưng việc tìm kiếm thức ăn hầu hết lại diễn ra ở những nơi khác (ví dụ ở bãi kiếm ăn, bãi săn khác). Tức là đây chỉ là nơi trú ngụ chứ không đồng thời là nơi kiếm ăn.
- Loại C: Một lãnh thổ để làm tổ, xây cất môt mái nhà trong đó bao gồm các tổ cộng với việc trang trí một khu vực nhỏ xung quanh nó như một sân vườn. Thường gặp ở các loài chim nước.
- Loại D: Một cặp đôi giao phối và chiếm giữ một vùng lãnh thổ để diễn ra việc ái ân này. Các loại lãnh thổ kiểu này bảo vệ bởi con đực cùng loài.
- Loại E: Đúng địa điểm lãnh thổ, đây giống như là một lãnh địa của loài vật, là vương quốc của kẻ ngự trị.
- Loại F: Lãnh thổ tạm thời là vùng lãnh thổ mùa đông mà thường bao gồm các lĩnh vực tìm kiếm thức ăn và các vùng để chim đậu và cư trú theo mùa. Có thể là tương đương (về vị trí) để một thể loại lãnh thổ, hoặc cho một loài di cư, có thể là trên các nơi ẩn náu để trú đông, cư ngụ qua mùa đông.